# کیوروکو
کیوروکو (به ژاپنی: 享禄 Kyōroku) نام یک عصر تاریخی ژاپنی بود. این عصر بعد از دایئی و قبل از تنبون قرار داشت و از اوت ۱۵۲۸ تا اوت ۱۵۳۲ میلادی به طول انجامید. در طی این عصر امپراتور گو-نارا امپراتور ژاپن بود.